# ناتالینتسی
ناتالینتسی (به صربی: Natalinci) یک منطقهٔ مسکونی در صربستان است که در توپولا واقع شده‌است. ناتالینتسی ۸۳۴ نفر جمعیت دارد.